# Full Moon, Dirty Hearts
Full Moon, Dirty Hearts – dziewiąty album studyjny australijskiego zespołu rockowego INXS. Wydany w listopadzie 1993 roku przez wytwórnię Atlantic Records.

## Lista utworów
1. "Days Of Rust" (3:08)
2. "The Gift" (4:04)
3. "Make Your Peace" (2:40)
4. "Time" (2:52)
5. "I'm Only Looking" (3:31
6. "Please (You've Got That...)" (wokal: Ray Charles) (3:02)
7. "Full Moon, Dirty Hearts" (wokal: Chrissie Hynde) (3:29)
8. "Freedom Deep" (3:59)
9. "Kill the Pain" (3:00)
10. "Cut Your Roses Down" (3:28)
11. "The Messenger" (3:28)
12. "Viking Juice" (3:12)